# Ranking mondiale WCF
Il Ranking WCF è la graduatoria mondiale di nazionali di curling.
Tutte le 48 associazioni membri della World Curling Federation vengono classificate in base ai risultati ottenuti in vari eventi sportivi: Campionato di curling del Pacifico, Campionato europeo di curling, Campionato mondiale di curling e i Giochi Olimpici Invernali.

## Sistema di assegnazione punti
I punti vengono assegnati per ogni competizione disputata dalle squadre nazionali nelle ultime sei stagioni di curling. 
Le classifiche sono state elaborate inizialmente nel 1998 dal campione olimpico Patrick Huerlimann della Svizzera, che dirige il marketing e la comunicazione della World Curling Federation. 
Lo stesso Hürlimann afferma: "Le classifiche mondiali di curling sono un passo fondamentale per la continua crescita del curling come sport globale, l'interesse di base sta esplodendo in ogni continente, e le Classifiche Mondiali di curling riflettono la volontà delle molte nuove associazioni membri di diventare i migliori del mondo ".
I punti vengono calcolati per ogni squadra nazionale in base ai risultati ottenuti nelle cinque stagioni precedenti più quella in corso in questo modo:
- 5 stagioni fa, punti calcolati al 20%
- 4 stagioni fa, punti calcolati al 30%
- 3 stagioni fa, punti calcolati al 40%
- 2 stagioni fa, punti calcolati al 60%
- ultima stagione passata, punti calcolati all'80%
- stagione corrente, punti calcolati al 100%

Le competizioni assegnano il seguente punteggio:
- Giochi olimpici invernali
  - 1º classificato, 480 punti
  - 2º classificato, 400 punti
  - 3º classificato, 360 punti
  - dal 4º classificato al 10º classificato - 100 punti
- Campionato mondiale di curling
  - 1º classificato, 240 punti
  - 2º classificato, 200 punti
  - 3º classificato, 180 punti
  - dal 4º classificato al 12º classificato - 50 punti
- Campionato europeo di curling
  - 9º classificato, 49 punti. A scalare di un punto dal 10º classificato (48 punti al 10°, 47 punti all'11°....)
- Campionato di curling del pacifico
  - 3º classificato, 49 punti. A scalare di un punto dal 4º classificato (48 punti al 4°, 47 punti al 5°....)

## Ranking maschile
(Aggiornato al settembre 2014)
| Ranking stagione 2013/2014 | Ranking stagione 2013/2014 | Ranking stagione 2013/2014 | Ranking stagione 2013/2014 | Ranking stagione 2013/2014 |
| Posizione attuale          | Paese                      | Punti                      | Ranking 2012-2013          | Variazione                 |
| -------------------------- | -------------------------- | -------------------------- | -------------------------- | -------------------------- |
| 1                          | Canada                     | 1286                       | 1                          | 0                          |
| 2                          | Svezia                     | 1057                       | 3                          | 1                          |
| 3                          | Scozia Regno Unito         | 998                        | 2                          | 1                          |
| 4                          | Norvegia                   | 942                        | 4                          | 0                          |
| 5                          | Svizzera                   | 699                        | 5                          | 0                          |
| 6                          | Cina                       | 684                        | 7                          | 1                          |
| 7                          | Danimarca                  | 574                        | 6                          | 1                          |
| 8                          | Stati Uniti                | 487                        | 8                          | 0                          |
| 9                          | Germania                   | 458                        | 10                         | 1                          |
| 10                         | Russia                     | 369                        | 12                         | 2                          |
| 11                         | Rep. Ceca                  | 262                        | 11                         | 0                          |
| 12                         | Francia                    | 262                        | 9                          | 3                          |
| 13                         | Giappone                   | 206                        | 16                         | 3                          |
| 14                         | Nuova Zelanda              | 129                        | 13                         | 1                          |
| 15                         | Finlandia                  | 122                        | 15                         | 0                          |
| 16                         | Italia                     | 121                        | 1                          | 2                          |
| 17                         | Lettonia                   | 117                        | 18                         | 1                          |
| 18                         | Corea del Sud              | 113                        | 17                         | 1                          |
| 19                         | Ungheria                   | 101                        | 20                         | 1                          |
| 20                         | Paesi Bassi                | 95                         | 21                         | 1                          |
| 21                         | Inghilterra                | 83                         | 22                         | 1                          |
| 22                         | Estonia                    | 78                         | 26                         | 4                          |
| 23                         | Australia                  | 77                         | 18                         | 5                          |
| 24                         | Polonia                    | 63                         | 29                         | 5                          |
| 25                         | Austria                    | 63                         | 27                         | 2                          |
| 26                         | Spagna                     | 63                         | 25                         | 1                          |
| 27                         | Galles                     | 61                         | 28                         | 1                          |
| 28                         | Belgio                     | 58                         | 24                         | 4                          |
| 29                         | / Irlanda                  | 58                         | 23                         | 6                          |
| 30                         | Taipei cinese              | 50                         | 32                         | 2                          |
| 31                         | Croazia                    | 49                         | 31                         | 0                          |
| 32                         | Slovacchia                 | 42                         | 30                         | 2                          |
| 33                         | Turchia                    | 37                         | 35                         | 2                          |
| 34                         | Lituania                   | 35                         | 33                         | 1                          |
| 35                         | Bielorussia                | 22                         | 34                         | 1                          |
| 36                         | Romania                    | 15                         | 43                         | 7                          |
| 37                         | Islanda                    | 15                         | 36                         | 1                          |
| 38                         | Slovenia                   | 13                         | 41                         | 3                          |
| 39                         | Serbia                     | 12                         | 40                         | 1                          |
| 40                         | Lussemburgo                | 10                         | 39                         | 1                          |
| 41                         | Grecia                     | 9                          | 37                         | 4                          |
| 42                         | Kazakistan                 | 6                          | 41                         | 1                          |
| 43                         | Bulgaria                   | 5                          | 38                         | 5                          |
| 44                         | Brasile                    | 3                          | 44                         | 0                          |
| 45                         | Andorra                    | 0                          | 45                         | 0                          |
| 45                         | Armenia                    | 0                          | 46                         | 1                          |
| 45                         | Georgia                    | 0                          | –                          | –                          |
| 45                         | Israele                    | 0                          | –                          | –                          |
| 45                         | Kosovo                     | 0                          | 46                         | 1                          |
| 45                         | Liechtenstein              | 0                          | 46                         | 1                          |
| 45                         | Mongolia                   | 0                          | 46                         | 1                          |
| 45                         | Ucraina                    | 0                          | –                          | –                          |
| 45                         | Isole Vergini Americane    | 0                          | 46                         | 1                          |

## Ranking femminile
(Aggiornato al settembre 2014)
| Ranking stagione 2013/2014 | Ranking stagione 2013/2014 | Ranking stagione 2013/2014 | Ranking stagione 2013/2014 | Ranking stagione 2013/2014 |
| Posizione attuale          | Paese                      | Punti                      | Ranking 2012-2013          | Variazione                 |
| -------------------------- | -------------------------- | -------------------------- | -------------------------- | -------------------------- |
| 1                          | Canada                     | 1216                       | 2                          | 1                          |
| 2                          | Svezia                     | 1125                       | 1                          | 1                          |
| 3                          | Svizzera                   | 963                        | 3                          | 0                          |
| 4                          | Scozia Regno Unito         | 848                        | 4                          | 0                          |
| 5                          | Cina                       | 658                        | 5                          | 0                          |
| 6                          | Danimarca                  | 617                        | 6                          | 0                          |
| 7                          | Russia                     | 615                        | 9                          | 2                          |
| 8                          | Stati Uniti                | 576                        | 7                          | 1                          |
| 9                          | Corea del Sud              | 499                        | 11                         | 2                          |
| 10                         | Giappone                   | 467                        | 10                         | 0                          |
| 11                         | Germania                   | 394                        | 8                          | 3                          |
| 12                         | Rep. Ceca                  | 178                        | 14                         | 2                          |
| 13                         | Italia                     | 171                        | 12                         | 1                          |
| 14                         | Norvegia                   | 154                        | 13                         | 1                          |
| 15                         | Lettonia                   | 151                        | 15                         | 0                          |
| 16                         | Finlandia                  | 119                        | 16                         | 0                          |
| 17                         | Ungheria                   | 105                        | 17                         | 0                          |
| 18                         | Austria                    | 100                        | 18                         | 0                          |
| 19                         | Inghilterra                | 96                         | 19                         | 0                          |
| 20                         | Estonia                    | 95                         | 21                         | 1                          |
| 21                         | Nuova Zelanda              | 92                         | 20                         | 1                          |
| 22                         | Polonia                    | 75                         | 22                         | 0                          |
| 23                         | Spagna                     | 68                         | 24                         | 1                          |
| 24                         | Turchia                    | 66                         | 27                         | 3                          |
| 25                         | Slovacchia                 | 66                         | 23                         | 1                          |
| 26                         | Australia                  | 62                         | 26                         | 0                          |
| 27                         | Bielorussia                | 46                         | 31                         | 4                          |
| 28                         | Paesi Bassi                | 45                         | 25                         | 3                          |
| 29                         | Croazia                    | 44                         | 28                         | 1                          |
| 30                         | Slovenia                   | 34                         | 34                         | 4                          |
| 31                         | Galles                     | 27                         | 29                         | 2                          |
| 32                         | / Irlanda                  | 20                         | 30                         | 2                          |
| 33                         | Romania                    | 15                         | 33                         | 0                          |
| 34                         | Francia                    | 13                         | 32                         | 2                          |
| 35                         | Kazakistan                 | 10                         | 35                         | 0                          |
| 36                         | Serbia                     | 9                          | 36                         | 0                          |
| 37                         | Belgio                     | 5                          | 37                         | 0                          |
| 38                         | Andorra                    | 0                          | 39                         | 1                          |
| 38                         | Armenia                    | 0                          | 39                         | 1                          |
| 38                         | Brasile                    | 0                          | 39                         | 1                          |
| 38                         | Bulgaria                   | 0                          | 39                         | 1                          |
| 38                         | Taipei cinese              | 0                          | 38                         | 1                          |
| 38                         | Georgia                    | 0                          | –                          | –                          |
| 38                         | Grecia                     | 0                          | 39                         | 1                          |
| 38                         | Islanda                    | 0                          | 39                         | 1                          |
| 38                         | Israele                    | 0                          | –                          | –                          |
| 38                         | Kosovo                     | 0                          | 39                         | 1                          |
| 38                         | Liechtenstein              | 0                          | 39                         | 1                          |
| 38                         | Lituania                   | 0                          | 38                         | 0                          |
| 38                         | Lussemburgo                | 0                          | 39                         | 1                          |
| 38                         | Mongolia                   | 0                          | 39                         | 1                          |
| 38                         | Ucraina                    | 0                          | –                          | –                          |
| 38                         | Isole Vergini Americane    | 0                          | 39                         | 1                          |